# Mischocyttarus tunari
Mischocyttarus tunari är en getingart som beskrevs av Cooper 1996. Mischocyttarus tunari ingår i släktet Mischocyttarus och familjen getingar. Inga underarter finns listade i Catalogue of Life.